# Contea di Cherokee (Oklahoma)
La contea di Cherokee (in inglese Cherokee County) è una contea dello Stato USA dell'Oklahoma. Il nome deriva dalla tribù di nativi americani Cherokee. Al censimento del 2000 la popolazione era di 42 521 abitanti. Il capoluogo della contea è Tahlequah.

## Geografia fisica
L'U.S. Center Bureau certifica che l'estensione della contea è di 2011 km², di cui 1945 km² composti da terra e i rimanenti 66 km² composti di acqua.

## Infrastrutture e trasporti

### Strade
- U.S. Highway 62
- State Highway 10
- State Highway 51
- State Highway 82

## Confini
- Contea di Delaware, Oklahoma - nord
- Contea di Adair, Oklahoma - est
- Contea di Sequoyah, Oklahoma - sud
- Contea di Muskogee, Oklahoma - sud-ovest
- Contea di Wagoner, Oklahoma - ovest
- Contea di Mayes, Oklahoma - nord-ovest

## Storia
La contea è stata costituita nel 1907.

## Centri abitati
| - Briggs - Dry Creek - Eldon - Fort Gibson - Gideon - Grandview | - Hulbert - Keys - Lost City - Oaks - Park Hill - Peggs | - Pettit - Scraper - Shady Grove - Steely Hollow - Tahlequah - Tenkiller | - Teresita - Welling - Woodall - Zeb |